# Dalibor Šafařík
Dalibor Šafařík (* 16. října 1973) je český ekonom, lesník a manažer, od roku 2022 generální ředitel státního podniku Lesy České republiky.

## Život
Vystudoval Lesnickou a dřevařskou fakultu Mendelovy univerzity v Brně (získal tituly Ing. a Ph.D.).
Po studiu zůstal působit na Mendelově univerzitě. Pracoval i jako znalec, kdy v roce 2012 například vedl audit ve společnosti Městské lesy v Rožnově pod Radhoštěm, který si vyžádalo vedení města. Audit tehdy nezjistil žádné porušení zákona, zároveň ale upozornil na příliš vysoké režijní náklady ve společnosti a vysoce nadprůměrné mzdy zaměstnanců.
V letech 2014 až 2020 vedl Krajské ředitelství Lesů České republiky v Brně, následně v letech 2020 až 2022 byl vedoucím Ústavu lesnické a dřevařské ekonomiky a politiky na Mendelově univerzitě v Brně.
V červnu 2022 se stal ekonomickým ředitelem státního podniku Lesy České republiky. V prosinci 2022 jej ministr zemědělství ČR Zdeněk Nekula na základě výsledků výběrového řízení jmenoval novým generálním ředitelem tohoto státního podniku.